# Jorge Payret
Jorge Payret Zubiaur, född 1939, var mellan 2002-2010 Kubas ambassadör i Sverige. Jorge Payret är statsvetare med doktorsgrad från universitetet i Havanna och har sedan 1968 arbetat för Kubas utrikesförvaltning.